# Nissan NV200
Il Nissan NV200 è un veicolo commerciale leggero prodotto dalla casa automobilistica giapponese Nissan a partire dal 2009.

## Il contesto
Presentato nel 2007 al Salone dell'automobile di Tokyo, il Nissan NV200, oltre alla versione Van, è disponibile anche nella versione multispazio (denominata Nissan Evalia).
Oltre ai propulsori benzina e diesel, dal 2013 è presente anche una versione elettrica. È disponibile in tre versioni: La linea Comfort e Premium disponibile per tutte le varianti di carrozzeria. La versione Pro solo per il furgone. 
L'NV200 è stato votato International Van of the Year 2010, ha ricevuto questo premio come secondo veicolo commerciale Nissan in Europa dopo il Nissan Sunny nel 1993.
Nel 2021 l'e-NV200 è stato sostituito dal Nissan Townstar prodotto sulla base della terza generazione del Renault Kangoo.

## Motorizzazioni
| Modello     | Produzione | Motore     | Cilindrata (cm³) | Potenza massima (CV/rpm) | Coppia Massima (Nm/rpm) | Velocità max (Km/h) | 0–100 km/h (secondi) | Consumo medio (litri/100 km) |
| 1.6         | 2009-2019  | 16V (DOHC) | 1598             | 81 kW (110 CV)           | 153 Nm                  | 165                 | -                    | 7,2 l super                  |
| 1.5 dCi 90  | 2009-2019  | 8V (SOHC)  | 1461             | 66 kW (90 CV)            | 200 Nm                  | 158                 | -                    | 5,0-5,1 l diesel             |
| 1.5 dCi 110 | 2012-2019  | 8V (SOHC)  | 1461             | 81 kW (110 CV)           | 240 Nm                  | 169                 | 12,7                 | 4,9 l diesel                 |